# Thuidium unipinnatum
Thuidium unipinnatum är en bladmossart som beskrevs av Fang Yan-ming och T. Koponen 2001. Thuidium unipinnatum ingår i släktet tujamossor, och familjen Thuidiaceae. Inga underarter finns listade i Catalogue of Life.